# Gemengde rechtbanken van Egypte
De Gemengde rechtbanken van Egypte waren bijzondere rechtbanken die in Egypte werkzaam waren van 1875 tot 1949.

## Oprichting
De Gemengde rechtbanken van Egypte (in het Arabisch: المحاكم المختلطة) werden gesticht in oktober 1875 door de kedive Isma'il Pasha. De concrete uitvoering werd toevertrouwd aan Nubar Nubarian Pasha (İzmir, Ottomaanse Rijk, 1825 - Parijs, 1899) als onderdeel van de grootse plannen die de kedive voor Egypte had. De gemengde rechtbanken waren bedoeld om een einde te maken aan de chaotische toestand waarin het rechtssysteem zich bevond. Handelsrechtbanken, georganiseerd door buitenlandse consulaten, concurreerden er met overheidsrechtbanken en met religieuze rechtbanken. Dit was problematisch, eenmaal het Suezkanaal was afgewerkt en talrijke internationale en nationale belangen elkaar in Egypte kruisten en een passende rechtsbedeling vereisten.
De gemengde rechtbanken begonnen met een eigen codex te ontwikkelen, die gebaseerd was op de Franse Code civil, op de Engelse Common Law en op islamitische en lokale rechtsprincipes. Het bleek vooralsnog niet mogelijk de handelsrechtbanken uit te schakelen, maar dit belette de gemengde rechtbanken niet om de wetgeving te stroomlijnen voor het behandelen van claims tussen buitenlanders of tussen buitenlanders en Egyptenaren. Er werden drie rechtbanken opgericht, in Caïro, Mansoura (later Ismaïlia) en Alexandrië. De voertaal was het Frans. Het was de kedive zelf die de rechters benoemde, gekozen uit een lijst van Egyptische en buitenlandse juristen.
Na de eerste jaren van behandeling van zaken tussen buitenlanders en tussen buitenlanders en Egyptenaren, bleek het resultaat succesvol. Bij zo ver dat de 'Native courts', uitsluitend voor zaken onder Egyptenaren bedoeld, en geleid door Egyptische rechters, de codex van de Gemengde rechtbanken aannamen en ook de interpretaties van deze rechtbanken volgden.
De Gemengde rechtbanken werden de belangrijkste rechterlijke autoriteit, van 1875 tot 1949. Over soms ingewikkelde problemen werden duidelijke uitspraken gedaan. Onder die problemen bevonden zich die van soevereine immuniteiten, sekwestreren van goederen behorende aan vijanden, internationaal bankieren, maritieme handel, erkenning of uitvoering van echtscheidingen, legitimatie van kinderen, huwelijkscontracten tussen personen van verschillende godsdiensten en nationaliteiten enz. Verder ook nog disputen over handelsmerken en patenten, industriële ongevallen enz.

## Organisatie
De wetgeving werd door de rechtbanken in vijf codices onderverdeeld:
- Burgerlijk Wetboek
- Handelswetboek,
- Maritieme Codex,
- Procedurewetboek
- Strafwetboek.

## Sharia
De uitspraken van de gemengde rechtbanken werden geëerbiedigd. De Egyptenaren ervoeren ze niet als vreemde rechtspraken, maar als deel van de Egyptische rechtsvoering. Dit bleef echter niet zo en na een aantal jaren verdween de consensus hieromtrent en wilde de publieke opinie de afschaffing van deze rechtbanken die stilaan wel als 'vreemd' werden ervaren.
De evolutie van het Burgerlijk Wetboek leidde in de loop der jaren tot het tot stand komen van een eigen Egyptisch Burgerlijk Wetboek. Voor de codificatie ervan werd een Commissie samengesteld, onder het voorzitterschap van Abd El-Razzak El-Sanhuri Pasha en samengesteld uit Egyptische juristen, bijgestaan door de Franse jurist E. Lambert. Het resultaat was een Egyptisch wetboek dat in grote mate geïnspireerd was op het bestaande wetboek van de gemengde rechtbanken.
De evolutie die ondertussen was tot stand gekomen, kwam echter vooral in de concrete toepassing tot uiting. Hadden de internationale rechters de wetteksten vooral in een meer universele, meer westerse manier geïnterpreteerd, met een Egyptische zienswijze erbovenop, dan werd dit stilaan anders, en kon worden vastgesteld dat er een evolutie was naar een meer islamitische interpretatie en naar het tot stand komen van wetten die zich binnen het kader van de Sharia bewogen. Dit werd zelfs in de Grondwet van 1971 ingeschreven.

## Het einde
De Gemengde rechtbanken hielden op te bestaan in 1949, na gedurende 74 jaar te hebben gewerkt. De fusie werd doorgevoerd tussen de Egyptische 'native courts' en de gemengde rechtbanken. Ze vormden voortaan de totaliteit van de Egyptische rechtbanken.
De gemengde rechtbanken hadden de periode van grondige wijzigingen in Egypte begeleid op het juridische en rechterlijke vlak. Het land beschikte hierdoor over een uniform en gemoderniseerd rechtssysteem, ongetwijfeld Egyptisch, maar niettemin met een sterk door het westen beïnvloede inhoud.
Vanaf de jaren twintig was nochtans het nationalistisch gevoel in Egypte gegroeid. Aan de leiding van de beweging stonden juristen die in de gemengde rechtbanken een leerschool hadden doorlopen van kritisch analyseren, van rechtlijnig redeneren, van vrijheid van opinie, van respect voor het soevereine nationale recht. Dit maakte ze ontvankelijk voor toepassing van deze gedachten op de rechtbanken zelf. Vanaf 1937 was het duidelijk: de gemengde rechtbanken zouden verdwijnen en opgaan in het systeem van nationale Egyptische rechtbanken. Dit werd bezegeld in de Internationale Conventie van Montreux. De verdwijning van de gemengde rechtbanken gebeurde daadwerkelijk vanaf 1949, om volledig te zijn afgewerkt in 1956.
De Gemengde rechtbanken hebben vanaf 1875 de rechtsstaat in Egypte tot werkelijkheid gebracht, door de ontwikkeling van een systeem van rechtbanken dat de basis vormde voor de organisatie binnen het onafhankelijke Egypte. De blijvende invloed van de gemengde rechtbanken is na verloop van tijd vervaagd, maar niettemin is het duidelijk dat, zonder de ontwikkeling en werking tussen 1875 en 1949, het nieuwe Egyptische rechtssysteem er na de Tweede Wereldoorlog en tot op vandaag wel heel anders zou uitgezien hebben.

## Rechters
De buitenlandse rechters voor de Gemengde rechtbanken, konden uit om het even welk land komen. De voorkeur ging echter naar Europeanen, en onder hen bevonden zich een niet onbelangrijk aantal Belgen en Nederlanders. Hierna volgens enkele namen.

### België
- Firmin Vandenbosch (Peer, 19 december 1864 – Brussel, 20 januari 1949), rechter 1910–1930.
- Guillaume de Brouwer (Oostende, 12 januari 1840 – Ramleh, Egypte, 30 april 1892), rechter in Ismalia 1875–1883.
- Gustave Rolin-Jaequemyns (Gent, 31 januari 1835 - Brussel, 9 januari 1902), rechter in Caïro.

### Nederland
- Hubert van Asch van Wijck (Assen, 30 augustus 1867 – Alexandria, 3 november 1935), rechter in Alexandrië, april 1921 – 1935.
- Pieter van Bemmelen (Almelo, 7 juli 1821 – Den Haag, 19 december 1892), rechter in Ismalia en Caïro, in 1875–1880.
- Arnold Struycken (Den Haag, 3 augustus 1900 - Straatsburg, 30 september 1955), rechter in Mansoura en Alexandrië, van 1936 tot ?.

### Andere landen
- George Sherman Batcheller (VS) (Batchellerville, New York, 25 juli 1837 – Parijs, 2 juli 1908), rechter 1875–1885 en 1898–1902, hoofdrechter 1883–1885.
- Jasper Yeates Brinton (VS), rechter 1921–1943, voorzitter 1943–1948.
- Pierre Crabitès (VS) (New Orleans, Louisiana, 17 februari 1877 – Bagdad (Irak), 10 oktober 1943), rechter 1911–1936.
- Mohamad Onsy Pacha (Egypte), hoofdrechter.
- Youssef Zulficar Pasha (Egypte), vicevoorzitter Hof van Beroep in Alexandrië.